# Дьйордь Алмаші
Дьйордь Áлмаші (угор. György Ede Almásy de Zsadány et Törökszentmiklós; 11 серпня 1867, Град, Австро-Угорщина — 23 вересня 1933, Ґрац, Австрія) — угорський сходознавець, мандрівник, зоолог і етнограф. Його син Ласло Алмаші був авіатором, дослідником Африки та солдатом.

## Біографія
Батько — Еде Алмаші, один із засновників Угорського географічного товариства.
Дьйордь Алмаші здобув докторський ступінь з права в університеті Граца. Після закінчення університету працював службовцем у Будапешті, але пізніше повернувся додому, щоб керувати маєтком. Цікавився зоологією, зокрема орнітологією. Опублікував книгу в співавторстві з Іштваном Чернелом. Здійснив першу більш-менш серйозну подорож у дельту Дунаю для вивчення орнітофауни.
Вирушив у першу подорож в Азію 1900 року разом зі своїм викладачем зоології з університету Ґраца, Рудольфом Штуммером фон Траунфельсом. Вони дослідили басейн річки Або, район на схід від Іссик-Куля і раніше недосліджений третій хребет Тянь-Шаню. Зоологічним результатом їхньої подорожі стала колекція з понад 20 000 екземплярів тварин (здебільшого птахів), серед яких багато нових видів. Вони також залишили етнографічні замітки, що оповідають про щоденне життя киргизького і казахського народів.
Алмаші зіграв важливу роль в ознайомленні західної аудиторії з киргизьким епосом «Манас».